# Georgy Arzumanian
Georgy Arzumanian (Armeens: Գեորգի Արզումանյան) (Tbilisi, 16 augustus 1980) is een Armeense schaker met een FIDE-rating van 2447 in 2005. Hij is sinds 2009 een grootmeester (GM).  
Georgy Arzumanian woont in Oekraïne. 
In oktober 2005 won hij in Charkov met 7.5 pt. uit 11 het Femida 2005 schaaktoernooi.
In Oekraïne speelde hij voor de schaakvereniging van de Juridische Universiteit in de Oekraïense stad Charkov. Met deze vereniging won hij in 2007 het zesde kampioenschap voor universiteitenteams in Istanboel. In Duitsland speelt hij sinds 2015 voor Schachclub Siegburg.
De titel Internationaal Meester (IM) behaalde hij in 2001. Normen voor de grootmeestertitel behaalde hij in januari 2007 bij het Stek-Friday toernooi in Toela, in oktober 2005 bij het Femida toernooi in Charkov en in november 2006 bij het tweede memorial-toernooi ter ere van de in 2001 overleden grootmeester Alexei Suetin in Toela, dat door Arzumanian gewonnen werd. De aanvraag voor het toekennen voor de titel grootmeester (GM) werd gedaan in november 2007. De toekenning van de titel vond pas plaats nadat het benodigde passeren van de 2500-grens van zijn Elo-rating had plaatsgevonden, in januari 2009.
Van januari tot juni 2009 had hij de Elo-rating 2504. 